# Шабли (город)

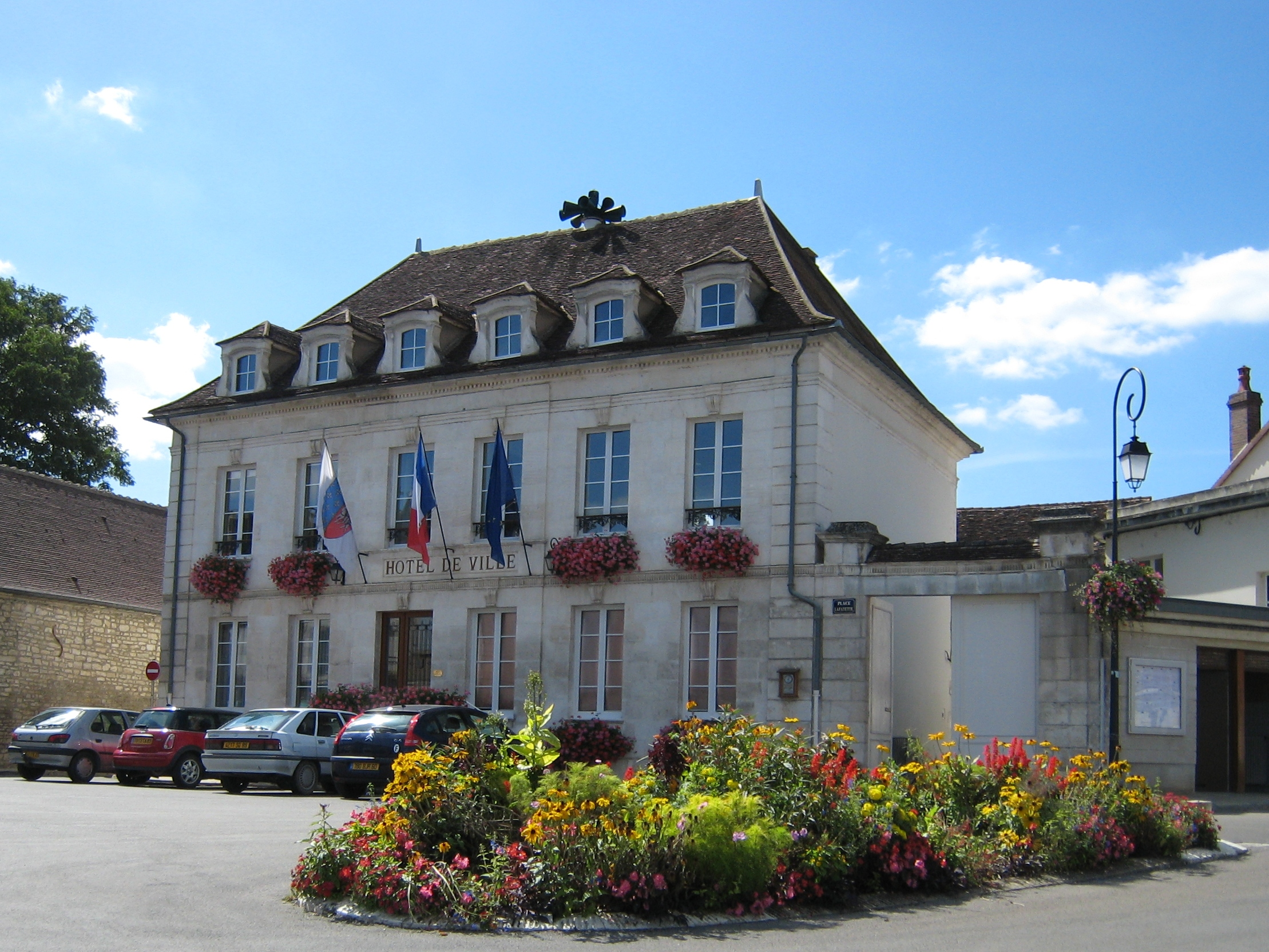
Ратуша Шабли

Шабли́ (фр. Chablis) — город и коммуна в департаменте Йонна региона Бургундия — Франш-Конте. Расположен в долине реки Серан.

## Вино
Город Шабли дал название одному из самых известных французских белых вин.  Вино Шабли изготавливается из винограда сорта Шардоне, который особенно хорошо растёт в этом регионе.

## Мероприятия
Каждый год с мая по июнь в Шабли проводится Festival du Chablisien, на котором представлена классическая, джазовая и этническая музыка.
Пятый этап Тур де Франс 2007 года проходил по маршруту Шабли —  Отён.